# Leptis Magna

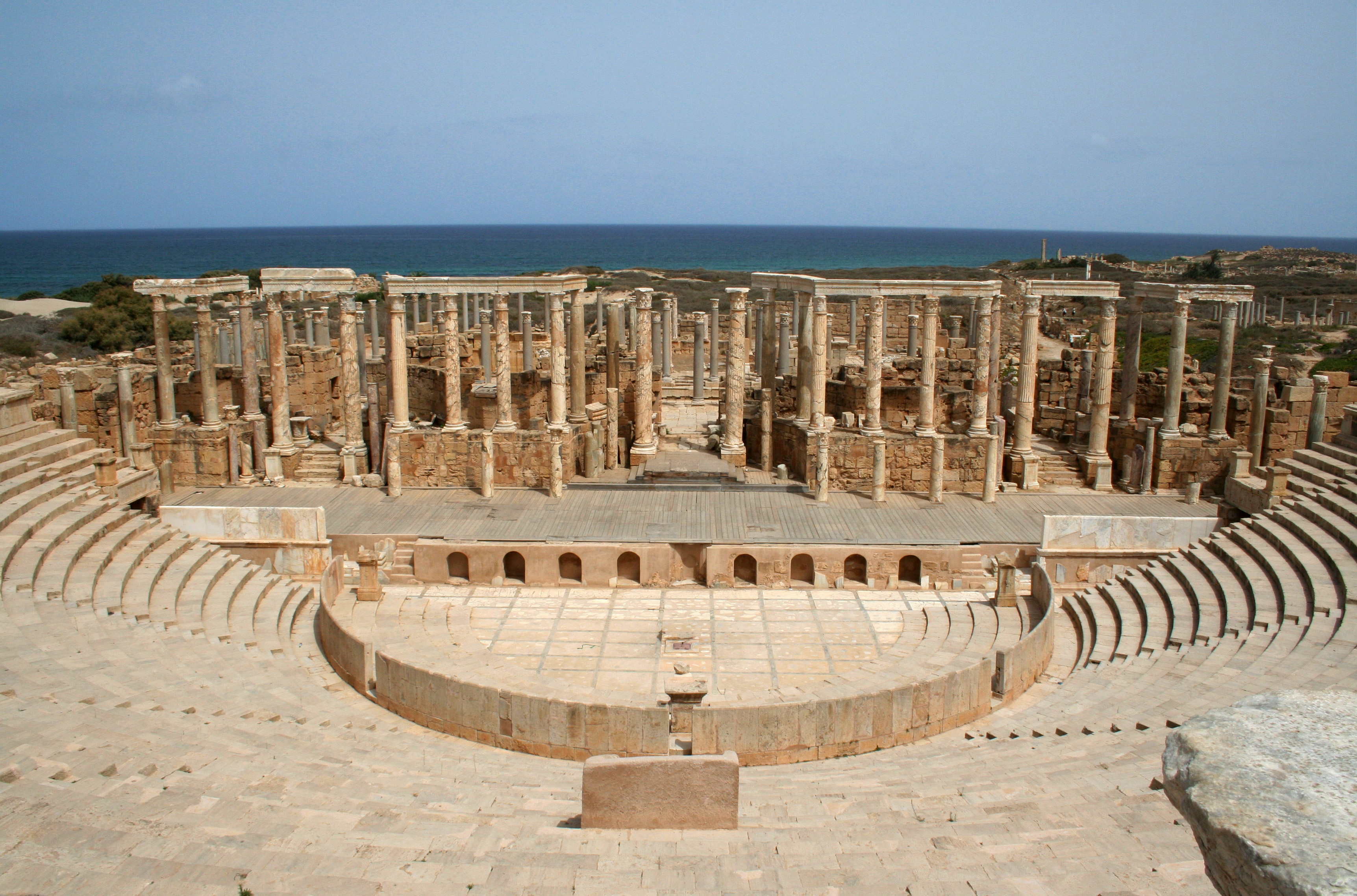
Leptis Magna
(Teatrul)

Leptis Magna (în arabă لبدة), cunoscut și sub denumirile Lectis Magna (scris uneori Lepcis Magna), Lpqy sau Neapolis, a fost un oraș important al Imperiului Roman. Ruinele sale se mai pot vedea la Al Khums, Libia, la 130 km est de Tripoli, pe coasta unde Wadi Lebda iese la mare. Acest sit arheologic prezintă unele dintre cele mai spectaculoase și bine conservate ruine romane din zona mediteraneană.
Situl arheologic Leptis Magna a fost înscris în anul 1982 pe lista patrimoniului mondial UNESCO.

## Istoric
Se pare că orașul a fost fondat de coloniștii fenicieni în jurul anului 1100 î.Hr., deși nu a fost cunoscut până când Cartagina a devenit o putere dominantă în bazinul Mării Mediterane în secolul al IV-lea î.Hr. În mod oficial a rămas sub protectia Cartaginei până la sfârșitul celui de-al treilea război punic în 146 î.Hr. iar apoi a devenit parte a Republicii Romane, deși începând cu anul 200 î.Hr. era un oraș independent din toate punctele de vedere.
Leptis Magna a rămas astfel până în timpul domniei împăratului roman Tiberius, când orașul și împrejurimile sale au fost încorporate oficial în imperiu ca parte a provinciei romane Africa. În curând a devenit unul din orașele principale ale provinciei și un punct commercial important.
Leptis Magna a obținut un renume important începând cu anul 193, în timpul domniei împăratului Lucius Septimius Severus. El s-a ocupat în mod special de orașul său natal, iar clădirile și îmbunătățirile pe care i le-a adus au făcut din Leptis Magna al treilea oraș ca importanță din Africa, concurând cu Cartagina și Alexandria. În anul 205 Septimius Severus și familia regală au vizitat orașul și au fost primiți cu mari onoruri.
Reformele lui Septimius Severus au vizat construirea unui nou forum impresionant și refacerea docurilor. Portul natural avea o tendința de a se scufunda, iar reformele lui Severus chiar au înrăutațit acest lucru. Doar pontoanele estice sunt extreme de bine păstrate, deoarece erau foarte rar folosite.
Leptis Magna s-a extins mult în acea perioadă. În timpul crizei secolului al III-lea comerțul a scăzut considerabil, și la fel s-a întâmplat și cu importanța lui Leptis Magna. Pe la mijlocul secolului al IV-lea mari suprafețe din oraș au fost abandonate. Ammianus Marcellinus menționează constanta agravare a crizei datorită unui guvernator roman corupt Romanus, în urma unui raid tribal care cerea impozit pentru a proteja orașul. Orașul distrus nu a putut plăti și s-a plâns împăratului Valentinian I. Atunci Romanus i-a mituit pe judecători și a aranjat ca mesagerii leptani să fie pedepsiți pentru aducerea de false acuzații. Orașul s-a bucurat de o mică renaștere începând cu domnia împăratului Theodosius I.
În anul 439 Leptis Magna și restul orașelor din Tripolitania au căzut sub dominația vandalilor, când regele lor, Gaiseric, a cucerit Cartagina de la romani și a făcut-o capitală proprie. Din nefericire pentru viitorul lui Leptis Magna, Gaiseric a ordonat demolarea zidurilor cetății, ca să îi împiedice pe locuitorii săi să se revolte împotriva conducerii vandale.
Locuitorii și vandalii au plătit ambii un preț mare pentru aceasta în 523, când un grup de călăreți barbari au invadat orașul.
Belisarie a recucerit Leptus Magna în numele Romei zece ani mai târziu, și, în 534, a distrus regatul vandalilor. Leptis a devenit capitala provincială a Imperiului Roman de Est (vezi Imperiul Bizantin), dar nu și-a revenit niciodată de pe urma distrugerilor provocate de popoarele barbare. A fost locul unui masacru al conducătorilor barbari, comis de către autoritățile romane în 543. În momentul cuceririi arabe a Tripolitaniei în anii 650, orașul era abandonat, cu excepția unei garnizoane bizantine.